# قایق دریای جلیل

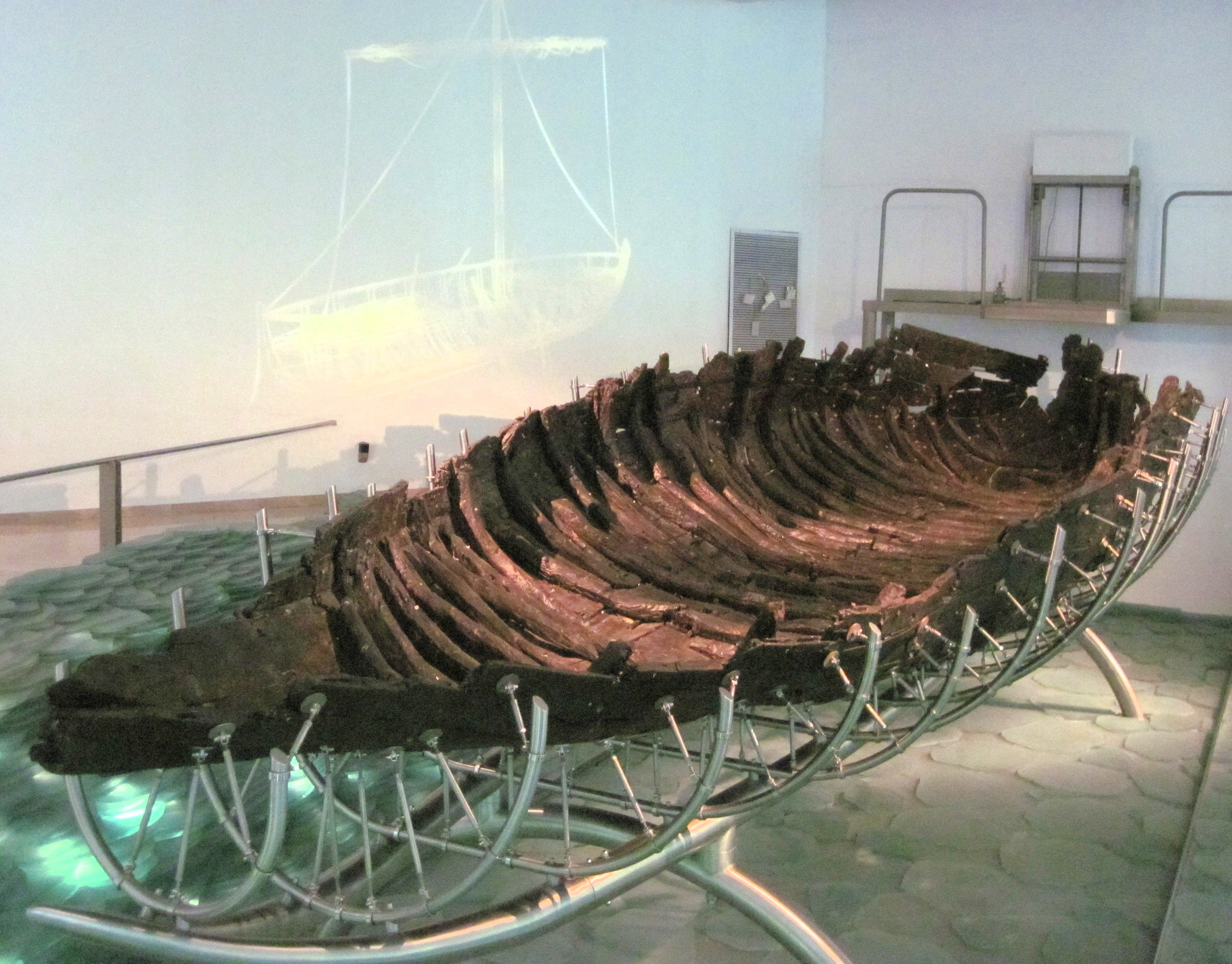
«قایق باستانی جلیل» در موزه یگال آلون در کیبوتس گینوسار نگهداری می‌شود.

قایق باستانی جلیل که به نام قایق عیسی نیز شناخته می‌شود، یک قایق ماهیگیری باستانی متعلق به قرن اول بعد از میلاد است که در سال ۱۹۸۶ در ساحل شمال غربی دریای جلیل در اسرائیل کشف شد. بقایای قایق، ۲۷ فوت (۸٫۲۷ متر) طول، ۷٫۵ فوت (۲٫۳ متر) عرض و با حداکثر ارتفاع حفظ شده ۴٫۳ فوت (۱٫۳ متر)، برای اولین بار در یک خشکسالی ظاهر شد، زمانی که آب (دریاچه بزرگ آب شیرین) عقب‌نشینی کرد. به جز تاریخ گذاری، هیچ مدرکی دال بر ارتباط قایق به عیسی یا شاگردانش وجود ندارد

## اکتشاف و کاوش

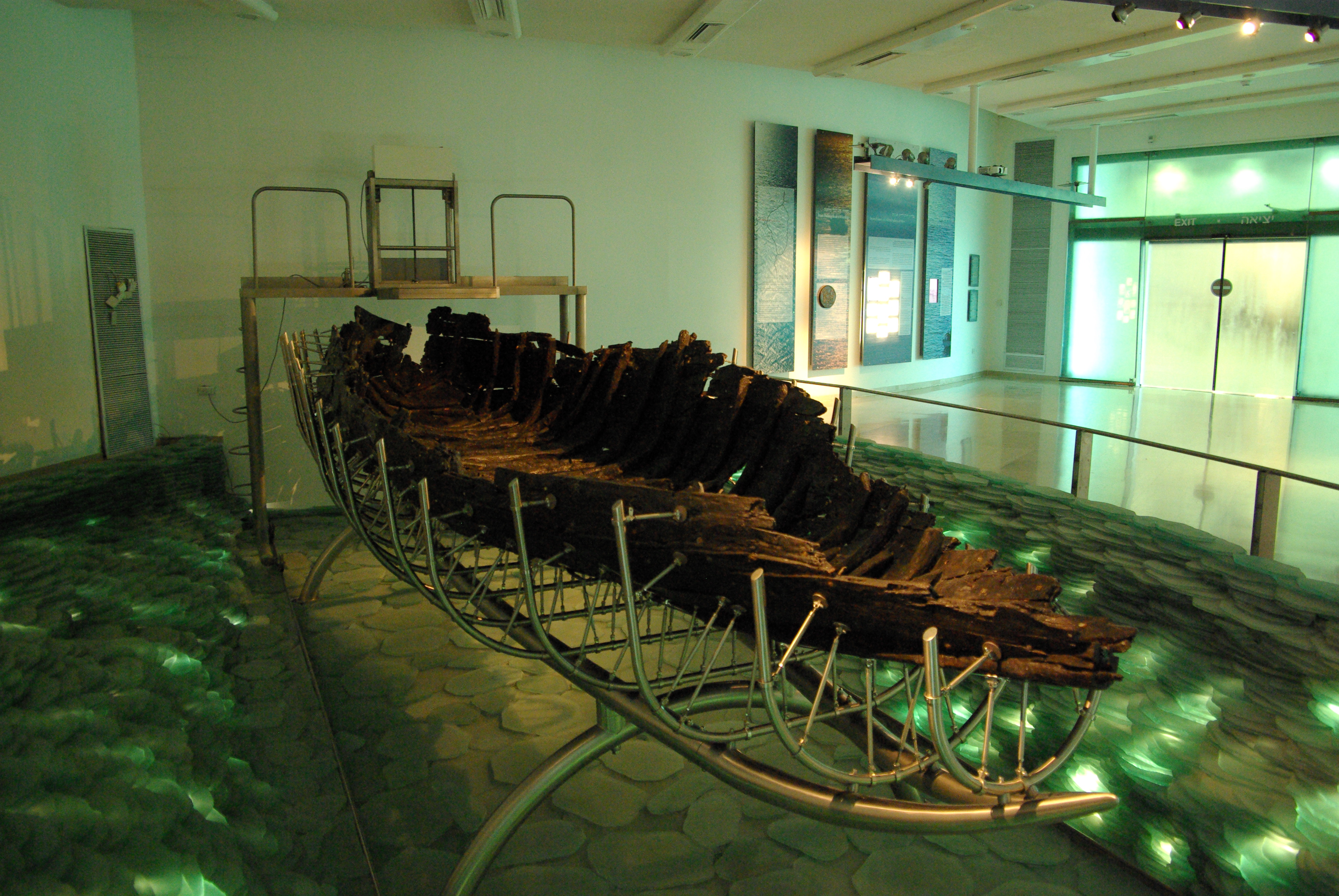
این قایق در سالن موزه خاص خود با آب و هوا به نمایش گذاشته شده‌است

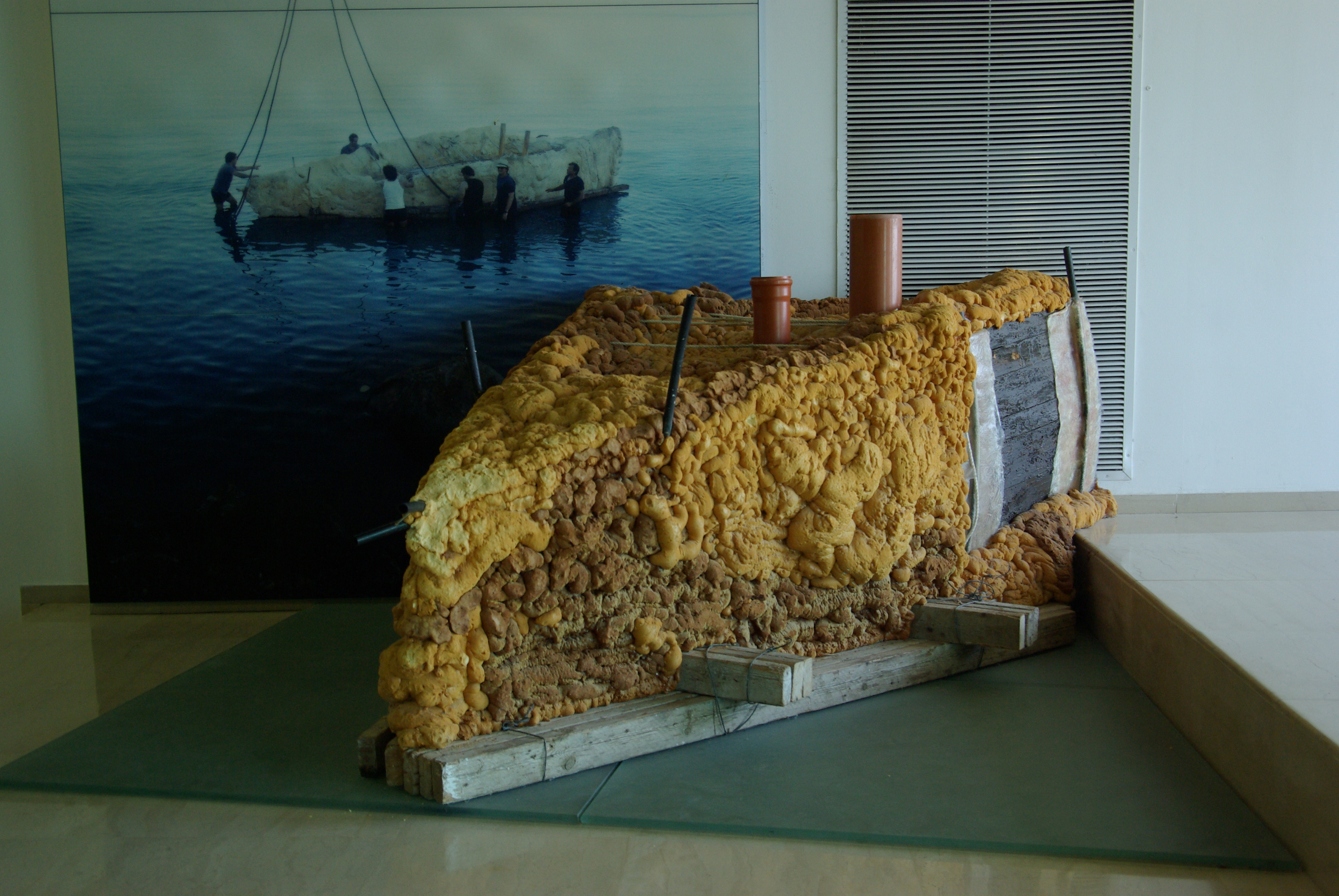
بخشی از پوشش فوم عایق مورد استفاده برای شناورساختن و نجات قایق

بقایای قایق جلیل باستانی توسط دو برادر به نام‌های موشه و یووال لوفان ماهیگیرانی از کیبوتز گینوسار، پیدا شد. این برادران باستان شناسان آماتور بودند که علاقه‌مند به کشف آثار باستانی از گذشته اسرائیل بودند. همیشه امید آنها این بود که روزی یک قایق را در دریای جلیل کشف کنند، جایی که خود و نسل‌های خانواده‌شان در آن ماهیگیری کرده بودند. هنگامی که خشکسالی سطح آب دریاچه را کاهش داد، دو برادر ساحل تازه در معرض دید را بررسی کردند و به‌طور تصادفی با بقایای قایق مدفون در ساحل برخورد کردند.
برادران کشف خود را به مقامات گزارش کردند و تیمی از باستان شناسان را برای تحقیق فرستادند. این تیم متوجه شد که بقایای این قایق برای یهودیان و مسیحیان به‌طور یکسان از اهمیت تاریخی فوق‌العاده ای برخوردار است، و بنابراین حفاری باستان‌شناسی توسط اعضای کیبوتز گینوسار، اداره آثار باستانی اسرائیل و داوطلبان متعدد انجام شد. شایعه ای منتشر شد که قایق پر از طلا بود و حفاری باید شب و روز محافظت شود. کندن قایق از گل و لای بدون آسیب رساندن به آن، با سرعت کافی برای بیرون آوردن آن قبل از بالا آمدن آب، فرایند دشواری بود که ۱۲ شبانه روز به طول انجامید. چوب قایق باستانی هنگام قرار گرفتن در معرض هوا بسیار شکننده بود و باید با پیچاندن آن در جامه ای از فایبرگلاس و فوم عایق از جایی که پیدا شده بود نجات می‌یافت، که به حفظ آن و شناور کردن آن به محل جدید کمک می‌کرد. سپس به مدت ۱۲ سال در یک حمام مومی غوطه ور شد که قبل از نمایش در موزه قایق Yigal Allon Galilee در کیبوتس گینوسار از قایق محافظت می‌کرد.

## پارامترهای فیزیکی
ساخت این قایق با سایر قایق‌های ساخته شده در آن قسمت از دریای مدیترانه در دوره بین ۱۰۰ قبل از میلاد تا ۲۰۰ پس از میلاد مطابقت دارد. این قایق عمدتاً از تخته‌های سرو ساخته شده‌است که با اتصالات و میخ‌هایی به هم متصل شده‌اند. با این حال، این قایق از ده نوع چوب مختلف تشکیل شده‌است که نشان می‌دهد یا کمبود چوب وجود دارد یا اینکه قایق از چوب ضایعاتی ساخته شده‌است و تعمیرات گسترده و مکرری را پشت سر گذاشته‌است. این قایق دارای چهار پاروزن ردپایی بود و همچنین دارای دکل بادبانی بود که به ماهیگیران اجازه می‌داد تا قایق را حرکت دهند.

## تاریخ‌نگاری قایق
قدمت این قایق به ۴۰ سال قبل از میلاد (به اضافه یا منهای ۸۰ سال) بر اساس تاریخ‌گذاری رادیوکربن، و ۵۰ قبل از میلاد تا پس از میلاد بر اساس سفال (شامل دیگ پخت و پز و چراغ) و میخ‌های یافت شده در قایق و همچنین تکنیک‌های ساخت بدنه و شواهد تعمیرات مکرر نشان می‌دهد که این قایق برای چندین دهه، شاید نزدیک به یک قرن استفاده شده‌است. زمانی که صاحبان ماهیگیر آن فکر کردند که قابل تعمیر نیست، تمام قطعات چوبی مفید را برداشتند و بدنه در نهایت به کف دریاچه فرورفت. در آنجا با گل پوشانده شده بود که از تجزیه باکتری جلوگیری می‌کرد.

## اهمیت تاریخی

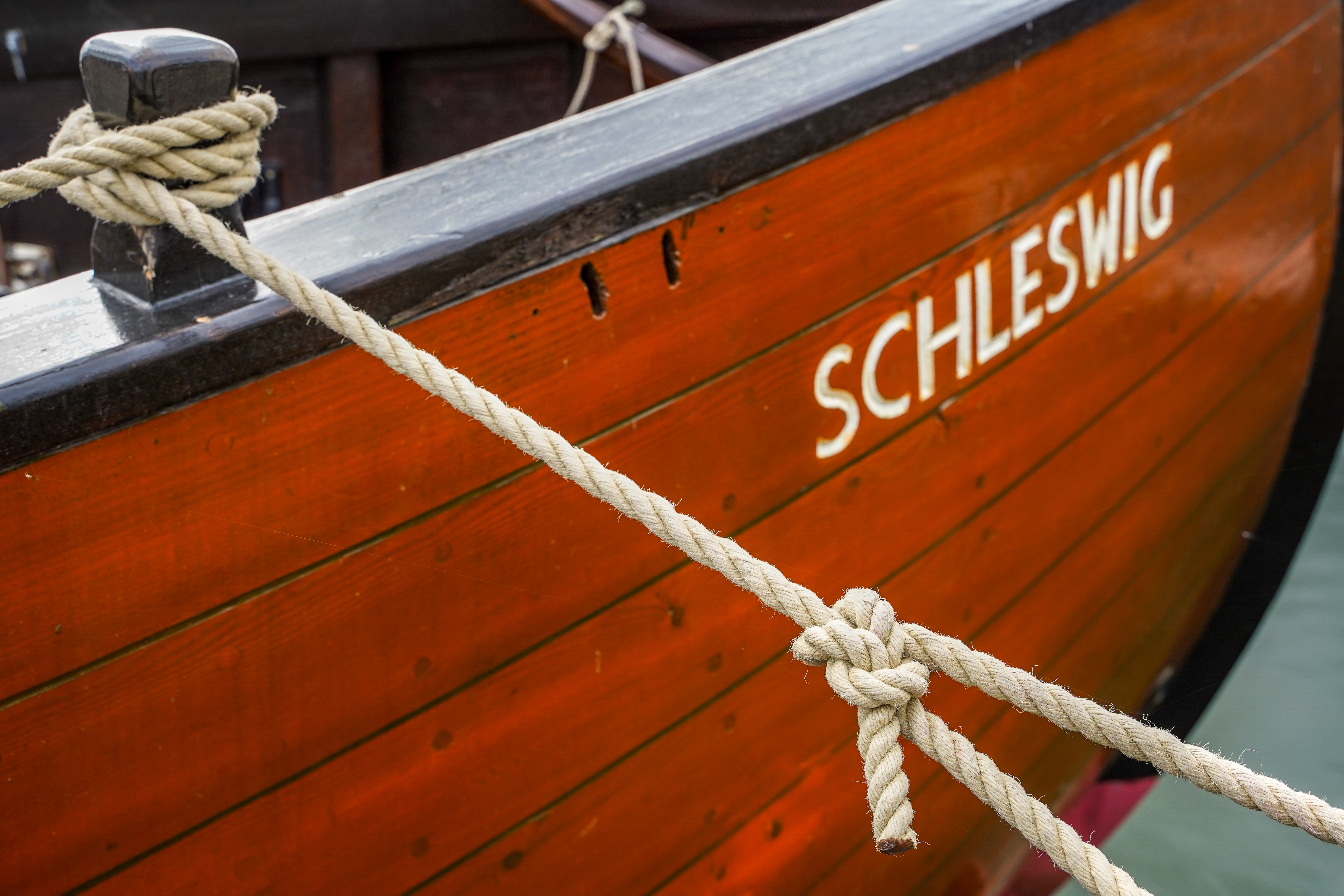
بازسازی توسط انجمن کتاب مقدس شلسویگ

قایق جلیل از نظر تاریخی برای یهودیان به عنوان نمونه ای از نوع قایق‌هایی است که اجدادشان در قرن اول برای ماهیگیری و حمل و نقل استفاده می‌کردند. پیش از این تنها ارجاعات نویسندگان رومی، کتاب مقدس و موزاییک‌ها بینش باستان شناسان را در مورد ساخت این نوع ظروف فراهم کرده بود.
این قایق برای مسیحیان نیز مهم است زیرا این نوع قایق مورد استفاده عیسی و شاگردانش بود که تعدادی از آنها ماهیگیر بودند. قایق‌هایی مانند این نقش بزرگی در زندگی و خدمت عیسی داشتند و ۵۰ بار در انجیل‌ها ذکر شده‌اند، اگرچه هیچ مدرکی دال بر ارتباط مستقیم قایق دریای جلیل به عیسی یا شاگردانش وجود ندارد.
ماکتی از قایق عیسی در دریاچه لدنیکا، لهستان، وجود دارد که در پرودنیک توسط قایق‌سازان اهل پومرانیا و دکتر آنتونی دودک فرانسیسکن ساخته شده‌است.

## منبع خارجی
- Goodchild, Philip (2010). "Jesus Boat". Bibledex in Israel. Brady Haran for the University of Nottingham.
- "Sea of Galilee Boat (Jesus Boat)". Madain Project. 30 September 2020. Archived from the original on 30 September 2020. Includes photographs of discover, excavation and artifacts.